# غوستاف أندرسون (لاعب رماية)
غوستاف أندرسون هو لاعب رماية سويدي، ولد في 3 ديسمبر 1885 في ليدشوبنغ في السويد، وتوفي بنفس المكان في 17 أبريل 1969.

## وصلات خارجية
- غوستاف أندرسون على موقع أوليمبيديا (الإنجليزية)
- غوستاف أندرسون على موقع اللجنة الأولمبية السويدية (السويدية)